# Marsh Lake
Marsh Lake är en sjö i Kanada.   Den ligger i territoriet Yukon, i den västra delen av landet, 4 100 km väster om huvudstaden Ottawa. Marsh Lake ligger 655 meter över havet. Arean är 2,7 kvadratkilometer. Den sträcker sig 4,7 kilometer i nord-sydlig riktning, och 1,9 kilometer i öst-västlig riktning.
Trakten runt Marsh Lake är nära nog obefolkad, med mindre än två invånare per kvadratkilometer.